# Clásico porteño
El Clásico porteño es uno de los encuentros más tradicionales del fútbol chileno que enfrenta a los dos equipos más importantes y populares del Gran Valparaíso, Everton de Viña del Mar y Santiago Wanderers de Valparaíso, que a su vez son dos de los clubes más antiguos del país. Se le llama clásico porteño debido a que ambos clubes nacieron en el puerto de Valparaíso, tanto Everton en el Cerro Alegre, como Wanderers en el C° Playa Ancha, aunque posteriormente a mediados de los años 1940 Everton se radicó definitivamente a Viña del Mar.
La rivalidad entre ambos clubes comenzó por motivos lógicos por su cercanía geográfica, aunque no fue hasta la década de 1930 (a pesar de enfrentarse por primera vez en 1916), que se incrementó producto del creciente protagonismo de Everton en la liga local. Con el ingreso de dichos clubes al fútbol profesional, -siendo los primeros en ser considerados ajenos a la capital- la categoría de derbi se afianzó hasta nuestros tiempos. Desde entonces han protagonizado numerosos capítulos que han quedado marcados en la historia del deporte regional y chileno.  
En todo tipo de enfrentamientos oficiales, las estadísticas actualmente favorecen a Everton (64 triunfos), que tiene una diferencia de 14 partidos sobre Santiago Wanderers (50 triunfos). En 43 oportunidades los encuentros finalizaron en empate.

## Historia

### Era Amateur (1916-1943)

#### Asociación de Football de Valparaíso

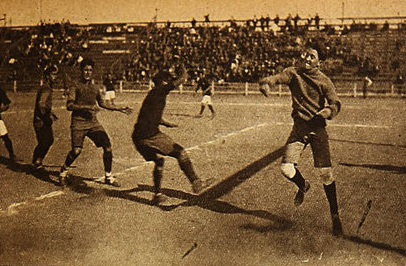
Clásico porteño jugado en 1925, cuando el fútbol aún era amateur.

El primer duelo entre los primeros equipos de ambos clubes ocurrió el 14 de mayo de 1916 en el Sporting Club, con victoria de Santiago Wanderers por 4:0, en el marco de la Primera División de la Liga Valparaíso. Por aquellos años, el encuentro más atractivo de la competición era el animado por el propio Wanderers y La Cruz F.C.. Sin embargo, también se tiene el registro de un primer partido el 13 de mayo de 1915, cuando ambos equipos se enfrentaron en la tercera división de la asociación porteña. El partido terminó con triunfo verde por 4-0, goles marcados por Chacón (2), Salinas y Gamboa.
La institución verde estaba consolidada en este escenario, siendo constante protagonista en la disputa por el título, mientras que Everton poco a poco comenzó a cimentar un prestigio gracias a la obtención del torneo oficial en los años 1928 y 1931, entregando mayor brillo al encuentro, que quedó establecido definitivamente como clásico con el traslado de los oro y cielo a Viña del Mar en 1943.
Para la estadística, hubo 12 duelos oficiales entre 1916 y 1943 con 9 victorias para Santiago Wanderers, 1 empate y 2 triunfos de Everton, contabilizando 10 compromisos por la Liga Valparaíso, uno correspondiente a la Asociación Porteña (que posteriormente sería considerado de carácter profesional), otro por la Copa Marchesini (una especie de torneo de apertura) y uno por la Copa Sporting. Los escenarios de estos enfrentamientos fueron el citado Sporting Club, el desaparecido Estadio Ferroviario de avenida Francia, Estadio El Tranque (hoy Sausalito) y Estadio Las Zorras (actual Estadio O'Higgins).

### Era Profesional (1944-presente)

#### 1944-1983
Si bien Wanderers tuvo un breve periplo en Primera División en 1937, no fue hasta 1944 en el que los equipos porteños entraron de lleno a la competición nacional, pudiendo ejercer de local en Viña del Mar y Valparaíso respectivamente (en 1937 Wanderers tuvo que hacerlo en Santiago). El primer enfrentamiento en la nueva categoría del fútbol chileno aconteció el 9 de julio de 1944, en el que Everton se impuso por 2:0, con goles de Daniel Salinas y Flores. por otro lado, la primera victoria de Wanderers data del 7 de julio de 1946, cuando con goles de Osvaldo Sáez y Raúl Toro venció por 2:0 ante 19.447 espectadores.

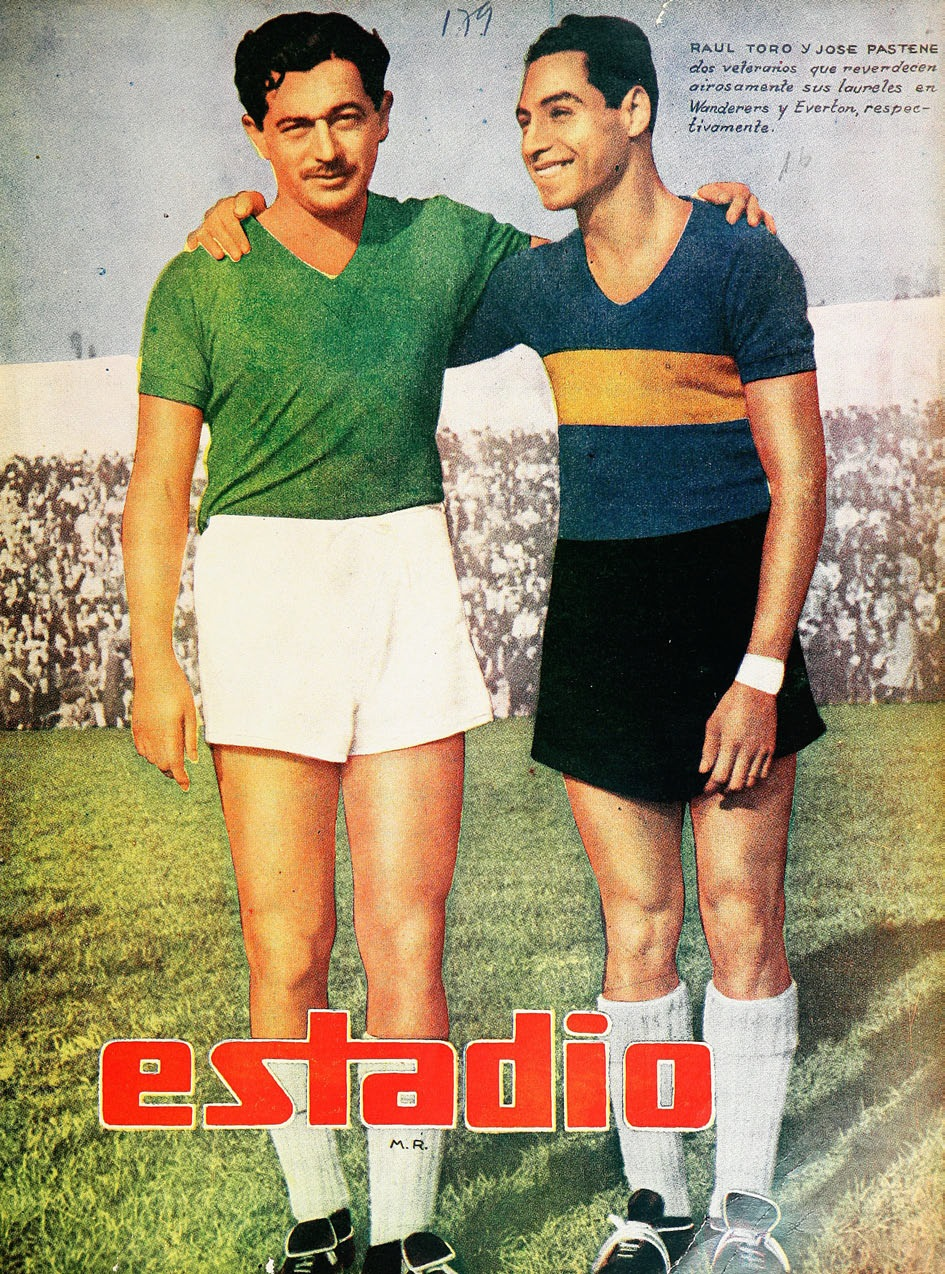
Raúl Toro y José Pastene en el clásico porteño de 1946. Revista Estadio.

En el año 1950 sucedería algo inédito para el balompié nacional; el 30 de abril de aquel año, Everton de Viña del Mar le propinó la mayor goleada en un clásico y del fútbol chileno a Santiago Wanderers de Valparaíso en un encuentro lleno de irregularides, por el torneo de preparación Copa Carlos Varela a la Primera División de Chile 1950, partido que terminó con un categórico 17-0, resultado que a día de hoy no ha podido ser igualado en tierras nacionales. Todo comienza ante la negativa de Wanderers a presentarse como protesta al nulo respaldo de la División de Honor (actual ANFP), viajó desde Santiago el director de turno Clemente Miranda con la misión de evitar la cancelación del partido, logrando reunir un equipo con sólo 3 profesionales de Wanderers (entre ellos el defensa Francisco Julio que actuó de arquero), completando los 11 jugadores con 8 juveniles (incluido un fotógrafo presente en el estadio). En el entretiempo se retiraron 2 de los profesionales, lo que sumado a la expulsión de 2 jugadores y la lesión de otro, hizo afrontar la segunda etapa con 6 jugadores al cuadro de Valparaíso. Si bien al inicio del segundo tiempo el árbitro amparado en el reglamento decidió suspender el partido, y los jugadores de Wanderers detuvieron su acción sobre el campo de juego, Clemente Miranda (que antes había recibido un portazo por parte de dirigentes wanderinos) hizo continuar el encuentro. Tanto el encuentro como el resultado se registraron como válidos para el torneo Apertura.
En la Primera División de Chile 1972, en esa temporada en la fecha 33, tanto Everton como Santiago Wanderers se encontraban en las últimas posiciones de la tabla de clasificación, con Everton acumulando 18 puntos y Santiago Wanderers con 21. En una jornada crucial, Everton debía enfrentarse a Antofagasta Portuario, mientras que Santiago Wanderers tenía un enfrentamiento decisivo contra Rangers de Talca, en este escenario, Everton necesitaba una victoria sobre Antofagasta Portuario y esperaba que Santiago Wanderers no ganara su partido para mantener viva la esperanza de evitar el descenso en la última jornada frente a los "Porteños". A pesar de que Everton logró una victoria en su partido por 3-2, Santiago Wanderers también obtuvo un triunfo crucial en su enfrentamiento contra Rangers de Talca, asegurando así su permanencia en la División de Honor y condenando a Everton al descenso matemático. Como resultado, Santiago Wanderers enfrentó a su rival histórico en la última jornada, ya descendido matemáticamente, y el partido terminó en un empate 1-1 y así cortar los clásicos que se venían jugando ininterrumpidamente hasta 1972, año en el cual Everton perdió la categoría, existiendo una paridad casi absoluta entre ambos equipos. En 65 partidos por el Torneo Nacional Everton se impuso en 24 y Wanderers en 23, empatando en los 18 restantes. En este período destacó la racha de 9 encuentros sin perder, entre 1959 y 1963, a favor de Wanderers, y de 8 partidos, entre 1970 y 1972, para Everton.
Fue durante la segunda mitad de la década de 1970 cuando Everton se distanció definitivamente de Wanderers en el historial de encuentros entre ambos clubes, pues el equipo viñamarino comenzó un invicto de 17 encuentros por partidos de Primera División (la mayor racha entre ambos equipos), consiguiendo ganar 10 cotejos y empatando 7 encuentros entre 1975 y los años 2000 (aunque en 1978 no hubo enfrentamientos debido a que Wanderers se encontraba en segunda división). En 1982 se enfrentaron por primera vez por Segunda División con un triunfo para cada equipo. Al año siguiente volvieron a hacerlo en la máxima categoría ganando uno Everton (su octavo triunfo consecutivo en primera) y empatando el otro.

#### Años 1980 y 1990
Aun cuando se enfrentaron por la Copa Chile en numerosas oportunidades y por la Copa República (con un triunfo para Wanderers por 4:3 y uno para Everton por 2:1), las malas campañas de ambos equipos a partir de 1983 significaron que solo coincidieran en Primera división en las temporadas 1990 y 1991. Entre estos encuentros, destaca principalmente el enfrentamiento por la segunda rueda del Torneo Nacional de 1991. Dos fechas antes del término del campeonato Wanderers se jugaba la permanencia frente a su tradicional rival en el Estadio Sausalito, sin embargo, Everton ganó por 4:0 con tantos de Juan Carlos Ceballos, Héctor Roco, Jaime Baeza y Juan Carlos Guarda, lo cual decretó el descenso de Wanderers a Segunda División.
Tras esto solo jugaron por Copa Chile con una leve ventaja a favor de Everton, siendo el último de estos enfrentamientos en 1994 con triunfo de Everton por 1:0. En 1999 se encontraron por Segunda División con 3 triunfos evertonianos (2:1, 1:0 y 1:0) y uno para el Decano (4:1).

#### sigloXXI
Ambos cuadros comenzaron el año 2000 en primera división. Sería este año en el cual Wanderers tomaría revancha de lo ocurrido en 1991 (Everton gana en Sausalito por 4-0 decretando el descenso de Santiago Wanderers), por la última fecha del campeonato Everton necesitaba un triunfo para permanecer en la máxima categoría, sin embargo Wanderers logró empatar el partido enviando a su archirrival a la Primera división B. No obstante, Santiago Wanderers con este empate, seguía sin poder ganar a su archirrival de local en playa ancha tras 29 años de disputa en ese recinto deportivo y 34 años jugando como visitante en Sausalito.
No jugaron de nuevo por primera hasta 2004 (si por la Pre-Sudamericana 2003) logrando imponerse Wanderers en ambos cotejos rompiendo así con una maldición de 29 años sin ganar por primera división (si lo hizo por la Copa y por segunda). Destaca la goleada de 4-0 conseguido por el torneo de apertura el 18 de abril de 2004, además del 5-2 por la Pre-Sudamericana.
El 2005 Wanderers volvió a ganar tanto en el apertura (4 a 1) como en el clausura (1-0) y de esta manera conseguir su mejor racha de triunfos por primera división.
El 2006 Everton rompió una racha de 15 años sin ganar en la máxima categoría al imponerse por 2 a 0.
El 2007 Ambos equipos jugaron en 2 oportunidades por el campeonato con un empate a un solo gol en Viña del Mar en el Torneo Apertura para luego en el Torneo Clausura Wanderers le ganará en un agónico triunfo con un marcador de 2-1 en Valparaíso. El año 2008 no hubo enfrentamientos oficiales, ya que Wanderers descendió a Segunda División. El año 2009 se enfrentaron en un amistoso de verano que ganó Santiago Wanderers por lanzamientos penales en Sausalito, luego en septiembre jugaron por la 5.ª fase de la Copa Chile, resultando ganador Santiago Wanderers nuevamente por lanzamientos penales luego de igualar sin goles en los noventa minutos, partido jugado en Playa Ancha.
Con el regreso de Santiago Wanderers a Primera División el año 2010, se jugaría un amistoso de verano en el coloso viñamarino, cotejo que resultaría con victoria viñamarina por 3-1, se volvieron a enfrentar en 2 ocasiones por el Campeonato Nacional con triunfo del cuadro porteño por 2 a 0 en ambos partidos.
En el año 2011 ambos elencos se volvieron a enfrentar por la Copa Chile, el primer cotejo se jugó en el estadio Regional Chile Deportes de Valparaíso con triunfo para Everton por 0-2 y posteriormente jugaron en Sausalito de Viña Del Mar empatando sin goles.
Ya con la vuelta de Everton a Primera División, luego de haber permanecido las temporadas 2011 a 2012 en la Primera B, se enfrentaron por el Torneo de Transición 2013, ahí es donde ocurrió la victoria por 3 a 0 del elenco "Oro y Cielo" el día sábado 27 de abril de 2013 en el Lucio Fariña de Quillota después que la última victoria de Everton en un Campeonato Nacional fuera el año 2006, elenco dirigido por Marcelo Espina.
Everton y Santiago Wanderers coincidirian en el mismo grupo de la Copa Chile 2013-14, teniendo que enfrentarse dos veces en el recinto Quillotano Lucio Fariña, el primer encuentro en que fue local Santiago Wanderers fue victoria "Ruletera" por 1 a 2, el segundo partido resultaría en una nueva victoria viñamarina esta vez por 2 a 0 consiguiendo así el tercer Clásico Porteño consecutivo con victoria para Everton de Viña del Mar y totalizaría cinco encuentros sin conocer la derrota.
En el segundo semestre del 2013 se realizaría el Torneo de Apertura Petrobras donde Santiago Wanderers logró cortar con la racha ganadora en clásicos de Everton al tomarse revancha y vencer 3 a 0 a los "Oro y Cielo" en polémico partido lleno de expulsiones. En el primer semestre de 2014 en el contexto del Scotiabank Clausura 2013-14 se realizara un Clásico muy especial ya que el director técnico de Everton decidió jugar lejos del pasto sintético de Quillota y jugar en Santiago de Chile más precisamente en el Estadio Santa Laura-Universidad Sek, siendo así el primer Clásico Porteño fuera de la Quinta Región, este curioso encuentro (que a pesar de ser fuera de la región contó con un gran marco de público) se quedó con los puntos el elenco de Everton por un marcador de 2 a 1 con un gol de un exjugador de Santiago Wanderers Matías Donoso y otro de Ángel Rojas, el descuento del "decano" fue de Matias Mier.
En la Copa Chile 2015-16, Everton y Santiago Wanderers repetirian el mismo grupo que tuvieron en la Copa Chile 2013-14 (junto a San Luis y Unión La Calera), el primer partido fue suspendido luego de graves incidentes, pero en el partido jugado en Playa Ancha (por primera vez en el Estadio Elías Figueroa Brander), fue triunfo de los 'ruleteros' por 3 goles contra 1 con un gol de Jorge Gálvez y un doblete de Fernando Saavedra, el descuento lo hizo Jorge Ormeño. El partido de vuelta suspendido, fue reanudado el 5 de agosto y sin público visitante. A los 8 minutos Carlos Muñoz convirtió para los caturros, pero a los 68 minutos Fernando Saavedra, el ahora verdugo de los porteños, convirtiéndole tres goles en los dos clásicos disputados, decretó el empate. El encuentro terminaría en un empate que decreto el paso de los viñamarinos a la segunda rueda y de paso, eliminar a los porteños.
Con la vuelta de Everton a la Primera División, se volvieron a encontrar por el Torneo de Apertura 2016. Este clásico fue especial ya que se cumplían 100 años desde el primer encuentro entre ambos equipos, siendo llamado el «Clásico Porteño Centenario», este encuentro jugado el 15 de octubre de 2016 en el Estadio Elías Figueroa, fue triunfo de los 'ruleteros' por 1 a 0, con gol de Rodrigo Echeverría para romper 36 años en el cual el cuadro Oro y Cielo no había podido ganar por Primera División al equipo porteño en Valparaíso. En el primer semestre de 2017, 'ruleteros' y 'caturros' terminarían empatando 2-2 en el Estadio Sausalito, con dos goles de Raúl Becerra para los viñamarinos.
En el segundo semestre de 2017, en el marco del Torneo de Transición, Santiago Wanderers y Everton disputaron un vibrante encuentro con gran marco de público de ambos equipos, el resultado fue un estrecho 3 a 3 con un doblete de Jean Paul Pineda y un gol de César Cortés para los locales, los tantos 'ruleteros' fueron obra de Óscar Salinas, Juan Ezequiel Cuevas, y Francisco Venegas cuando el partido ya terminaba, resultado que tuvo relevancia para los caturros, ya que al final de año el cuadro porteño terminaría perdiendo la categoría.
Para el año 2021, en el Campeonato AFP PlanVital 2021, Everton consiguió un nuevo triunfo tras vencer por 1 a 0 a Wanderers con la solitaria anotación de Cristian Menéndez, siendo también el primer gol en un clásico que contó con revisión del VAR, y rompiendo la sequía de no ganar un clásico en el Estadio Sausalito por torneos de primera división desde 2006. (Cabe destacar que el Estadio Sausalito estuvo en remodelación desde 2012 hasta 2015 para la Copa América 2015).

## Clásico porteño centenario
El Clásico porteño centenario fue la edición número 97 del clásico porteño por Primera División y 151 en el historial de enfrentamientos, siendo disputado el 15 de octubre de 2016. 
El encuentro fue apodado así tras disputarse 100 años después del primer enfrentamiento de ambos equipos en la historia (1916), y obteniendo mayor relevancia al ser el único encuentro en disputarse en ese año.
El encuentro se disputó en el Estadio Elías Figueroa Brander, finalizando con triunfo de Everton gracias al tanto de Rodrigo Echeverría, derrotando en calidad de visitante a los 'porteños' y quedándose con la edición centenaria del clásico.

## Resultados

### Liga de Valparaíso[24]
| 1916 | 14.05.1916 | Wanderers | Everton   | 4–0 | -                            |                   | Sporting Club |
| 1917 | 17.06.1917 | Wanderers | Everton   | 2–1 | -                            | -                 | Sporting Club |
| 1920 | 18.04.1920 | Wanderers | Everton   | 8–0 | -                            |                   | Sporting Club |
| 1924 | 15.06.1924 | Wanderers | Everton   | 1–2 | M. Bravo                     | F. Délano (2)     | Sporting Club |
| 1925 | 24.08.1925 | Wanderers | Everton   | 0–0 |                              |                   | Sporting Club |
| 1927 | 17.07.1927 | Wanderers | Everton   | 2–0 | Alfaro y Bustos              |                   | Sporting Club |
| 1929 | 14.10.1929 | Wanderers | Everton   | 5–2 | -                            | C. García y Román | Sporting Club |
| 1930 | 02.06.1930 | Wanderers | Everton   | 2–1 | -                            | -                 | El Tranque    |
| 1931 | 26.04.1931 | Everton   | Wanderers | 3–1 | Peña (3)                     | -                 | Sporting Club |
| 1936 | 26.04.1936 | Wanderers | Everton   | 4–1 | Núñez, Raúl Toro y Araya (2) | Iturrieta         | E. Valparaíso |

### Copas Locales
| C. Sporting  | 29.7.1917  | Everton   | Wanderers | 4–3 | - | - | Sporting Club |
| C. Marchesín | 09.03.1925 | Wanderers | Everton   | 3–0 | - | - | Sporting Club |

### Primera División de Chile[24]
| 1° Rueda 1944    | S. Wanderers | Everton      | 09.07.1944 | 0–2 |                                                                   | D. Salinas y D. Flores                                   | E. Valparaíso                                         | 9.554         |
| 2° Rueda 1944    | Everton      | S. Wanderers | 08.10.1944 | 2–1 | Belmonte y José Vilariño                                          | Osvaldo Sáez                                             | El Tranque                                            |               |
| 1° Rueda 1945    | S. Wanderers | Everton      | 20.05.1945 | 1–4 | Marcelino Toledo                                                  | J. Vilariño, G. Báez, L. Valdivia y E. Clavero           | E. Valparaíso                                         | 7.978         |
| 2° Rueda 1945    | Everton      | S. Wanderers | 02.09.1945 | 2–2 | Enrique Guerrero (2)                                              | O. Sáez y M. García                                      | El Tranque                                            | 10.619        |
| 1° Rueda 1946    | S. Wanderers | Everton      | 07.07.1946 | 2–0 | O. Sáez y Raúl Toro                                               |                                                          | E. Valparaíso                                         | 19.447        |
| 2° Rueda 1946    | Everton      | S. Wanderers | 27.10.1946 | 2–1 | Luis Uribe y Agapito Chávez                                       | Ismael Rivero                                            | El Tranque                                            | 10.011        |
| 1° Rueda 1947    | Everton      | S. Wanderers | 25.05.1947 | 1–3 | Juan Cáceres                                                      | Francisco Gatica y Raúl Toro (2)                         | E. Valparaíso                                         | 16.496        |
| 2° Rueda 1947    | S. Wanderers | Everton      | 07.09.1947 | 0–1 |                                                                   | Elvín Ríos                                               | E. Valparaíso                                         | 10.552        |
| 1° Rueda 1948    | S. Wanderers | Everton      | 08.08.1948 | 3–1 | F. Campos Quiroz, J. Cortés y O. Sáez                             | Jorge Uribe                                              | E. Valparaíso                                         | 19.292        |
| 2° Rueda 1948    | Everton      | S. Wanderers | 27.11.1948 | 4–1 | R. Meléndez (2), E. Cid y E. Ponce                                | Adolfo Rodríguez                                         | El Tranque                                            | 9.282         |
| 1° Rueda 1949    | Everton      | S. Wanderers | 19.06.1949 | 2–1 | Luis Ponce y Eustaquio Candia                                     | Osvaldo Sáez                                             | El Tranque                                            | 11.011        |
| 2° Rueda 1949    | S. Wanderers | Everton      | 02.10.1949 | 7–0 | G. Díaz (3), J. Fernández, E. Valdebenítez, F. Campos y F. Molina |                                                          | E. Valparaíso                                         | 14.912        |
| 1° Rueda 1950    | S. Wanderers | Everton      | 30.07.1950 | 3–1 | F. Campos, F. Molina y G. Díaz                                    | René Meléndez                                            | E. Valparaíso                                         | 16.898        |
| 2° Rueda 1950    | Everton      | S. Wanderers | 29.10.1950 | 2–0 | Enrique Ponce y Germán Báez                                       |                                                          | El Tranque                                            | 15.023        |
| 1° Rueda 1951    | S. Wanderers | Everton      | 08.07.1951 | 3–0 | Joaquín Martínez (3)                                              |                                                          | E. Valparaíso                                         | 18.460        |
| 2° Rueda 1951    | Everton      | S. Wanderers | 07.10.1951 | 4–2 | Abdón Casales (3) y René Meléndez                                 | Fernando Peña y J. Fernández                             | El Tranque                                            | 15.167        |
| 1° Rueda 1952    | Everton      | S. Wanderers | 03.08.1952 | 5–2 | J. Lourido (2), R. Meléndez, E. Cid y A. Rodríguez                | Fernando Peña y Tintín Rodríguez                         | El Tranque                                            | 18.829        |
| 2° Rueda 1952    | S. Wanderers | Everton      | 02.11.1952 | 1–2 | Tintín Rodríguez                                                  | Luis Enrique Ponce y René Meléndez                       | E. Valparaíso                                         | 19.527        |
| 3° Rueda 1952    | Everton      | S. Wanderers | 17.01.1953 | 0–1 |                                                                   | Tintín Rodríguez                                         | El Tranque                                            | 14.376        |
| 1° Rueda 1953    | S. Wanderers | Everton      | 30.08.1953 | 0–2 |                                                                   | René Meléndez y Sergio Álvarez                           | E. Valparaíso                                         | 17.642        |
| 2° Rueda 1953    | Everton      | S. Wanderers | 28.11.1953 | 2–2 | Adolfo Rodríguez y Antonio Morales                                | Guillermo Díaz y Carlos Ahumada                          | El Tranque                                            | 9.428         |
| 1° Rueda 1954    | Everton      | S. Wanderers | 23.05.1954 | 0–1 |                                                                   | Carlos Ahumada                                           | El Tranque                                            | 14.503        |
| 2° Rueda 1954    | S. Wanderers | Everton      | 26.09.1954 | 0–2 |                                                                   | Augusto Arenas y Carlos Verdejo                          | E. Valparaíso                                         | 16.801        |
| 1° Rueda 1955    | Everton      | S. Wanderers | 26.06.1955 | 1–1 | Ángel Reynoso                                                     | Félix Díaz                                               | El Tranque                                            | 13.093        |
| 2° Rueda 1955    | S. Wanderers | Everton      | 16.10.1955 | 1–1 | Raúl Sánchez Soya                                                 | René Meléndez                                            | E. Valparaíso                                         | 9.550         |
| 1° Rueda 1956    | Everton      | S. Wanderers | 26.06.1956 | 2–2 | Norberto Fonzalida y Carlos Poretti                               | Nicolás Moreno y Carlos Hoffmann                         | El Tranque                                            | 14.758        |
| 2° Rueda 1956    | S. Wanderers | Everton      | 14.10.1956 | 3–1 | A. Tobar, J. Picó y N. Moreno                                     | S. Álvarez                                               | E. Valparaíso                                         | 15.341        |
| 1° Rueda 1957    | Everton      | S. Wanderers | 30.06.1957 | 2–1 | Máximo Rolón (2)                                                  | Reinaldo Riquelme                                        | El Tranque                                            | 15.835        |
| 2° Rueda 1957    | S. Wanderers | Everton      | 16.11.1957 | 3–0 | Nicolás Moreno (2) y Reinaldo Riquelme                            |                                                          | E. Valparaíso                                         | 8.823         |
| 1° Rueda 1958    | S. Wanderers | Everton      | 13.07.1958 | 1–0 | Nicolás Moreno                                                    |                                                          | E. Valparaíso                                         | 9.435         |
| 2° Rueda 1958    | Everton      | S. Wanderers | 19.10.1958 | 3–1 | Máximo Rolón, R. Leal y Rómulo Betta                              | Emilio Bozzalla                                          | El Tranque                                            | 14.488        |
| 1° Rueda 1959    | S. Wanderers | Everton      | 31.05.1959 | 1–0 | Eugenio Méndez                                                    |                                                          | E. Valparaíso                                         | 12.525        |
| 2° Rueda 1959    | Everton      | S. Wanderers | 30.08.1959 | 0–0 |                                                                   |                                                          | El Tranque                                            | 10.171        |
| 1° Rueda 1960    | Everton      | S. Wanderers | 10.07.1960 | 1–3 | Rómulo Betta                                                      | R. Díaz, E. Bozzalla y Héctor Gatti                      | El Tranque                                            | 12.452        |
| 2° Rueda 1960    | S. Wanderers | Everton      | 23.10.1960 | 2–2 | Héctor Gatti y Aldo Valentini                                     | Rodolfo Leal y Jorge Alcaíno                             | E. Valparaíso                                         | 16.213        |
| 1° Rueda 1961    | Everton      | S. Wanderers | 03.09.1961 | 1–3 | Adolfo Olivares                                                   | Ricardo Díaz Díaz (2) y Armando Tobar                    | El Tranque                                            | 8.891         |
| 2° Rueda 1961    | S. Wanderers | Everton      | 30.12.1961 | 2–2 | F. Pérez (2)                                                      | José Giarrizzo y Jaime Alcaíno                           | E. Valparaíso                                         | 4.324         |
| 1° Rueda 1962    | S. Wanderers | Everton      | 04.11.1962 | 2–1 | Juan Álvarez y Ricardo Díaz                                       | José Giarrizzo                                           | Sausalito                                             | 13.600        |
| 2° Rueda 1962    | Everton      | S. Wanderers | 09.03.1963 | 1–1 | Rómulo Betta                                                      | Ricardo Díaz                                             | Sausalito                                             | 6.972         |
| 1° Rueda 1963    | Everton      | S. Wanderers | 09.06.1963 | 0–1 |                                                                   | Haroldo                                                  | Sausalito                                             | 19.023        |
| 2° Rueda 1963    | S. Wanderers | Everton      | 13.10.1963 | 0–1 |                                                                   | Rómulo Betta                                             | E. Valparaíso                                         | 11.299        |
| 1° Rueda 1964    | S. Wanderers | Everton      | 17.05.1964 | 1–1 | Juan Álvarez                                                      | Daniel Escudero                                          | E. Valparaíso                                         | 17.217        |
| 2° Rueda 1964    | Everton      | S. Wanderers | 20.09.1964 | 0–2 |                                                                   | Ricardo Cabrera (2)                                      | Sausalito                                             | 15.404        |
| 1° Rueda 1965    | S. Wanderers | Everton      | 27.05.1965 | 0–3 |                                                                   | Daniel Escudero (2) y Luis Doldán                        | Sausalito                                             | 15.978        |
| 2° Rueda 1965    | Everton      | S. Wanderers | 07.11.1965 | 2–0 | Manuel Rojas Loyola y Daniel Escudero                             |                                                          | Sausalito                                             | 15.333        |
| 1° Rueda 1966    | Everton      | S. Wanderers | 26.06.1966 | 1–2 | Daniel Escudero                                                   | Juan Álvarez y Clavito Godoy                             | Sausalito                                             | 13.813        |
| 2° Rueda 1966    | S. Wanderers | Everton      | 22.10.1966 | 1–1 | Ricardo Cabrera                                                   | Pollo Véliz                                              | E. Valparaíso                                         | 15.506        |
| 1° Rueda 1967    | Everton      | S. Wanderers | 30.07.1967 | 1–1 | Reinaldo Gallardo                                                 | Juan Torres                                              | Sausalito                                             | 16.202        |
| 2° Rueda 1967    | S. Wanderers | Everton      | 09.12.1967 | 0–0 |                                                                   |                                                          | E. Valparaíso                                         | 6.918         |
| Provincial 1968  | S. Wanderers | Everton      | 05.05.1968 | 4–0 | R. Hoffmann, M. Griguol, E. Porcel de P. y J. Álvarez             |                                                          | E. Valparaíso                                         | 16.640        |
| Provincial 1968  | Everton      | S. Wanderers | 07.07.1968 | 1–1 | Rodolfo Begorre                                                   | Mario Griguol                                            | Sausalito                                             | 20.342        |
| Fase Final 1968  | Everton      | S. Wanderers | 01.09.1968 | 2–1 | Daniel Escudero (2)                                               | Roberto Bonanno                                          | Sausalito                                             | 22.282        |
| Fase Final 1968  | S. Wanderers | Everton      | 03.11.1968 | 2–0 | Juan Álvarez Rubiño (2)                                           |                                                          | E. Valparaíso                                         | 15.195        |
| Provincial 1969  | S. Wanderers | Everton      | 01.05.1969 | 3–4 | Mendez, V. Cantatore y Hoffman                                    | Rojas, Bonano, Henry y Garro                             | E. Valparaíso                                         | 12.000        |
| Provincial 1969  | Everton      | S. Wanderers | 22.06.1969 | 0–1 |                                                                   | Griguol                                                  | Sausalito                                             | 17.087        |
| 1º Rueda 1969    | S. Wanderers | Everton      | 28.09.1969 | 4–0 | Eugenio Méndez (2), Eduardo Herrera y Hoffmann                    |                                                          | E. Valparaíso                                         | 17.092        |
| 2º Rueda 1969    | Everton      | S. Wanderers | 26.10.1969 | 0-3 |                                                                   | Fernando Osorio, Hoffmann y Eugenio Mendez               | Sausalito                                             | 18.579        |
| Provincial 1970  | Everton      | S. Wanderers | 10.05.1970 | 2–2 | Nelson Vásquez (2)                                                | Alberto Ferrero (2)                                      | Sausalito                                             | 15.074        |
| Provincial 1970  | S. Wanderers | Everton      | 05.07.1970 | 0–2 |                                                                   | David Henry (2)                                          | E. Valparaíso                                         | 11.077        |
| Serie B 1970     | S. Wanderers | Everton      | 20.09.1970 | 1–4 | Eugenio Mendez                                                    | Escudero, Mártinez, Rojas y David Henry                  | E. Valparaíso                                         |               |
| Serie B 1970     | Everton      | S. Wanderers | 28.11.1970 | 2–1 | Gallegos y Vásquez                                                | Saldico                                                  | Sausalito                                             |               |
| 1º Rueda 1971    | S. Wanderers | Everton      | 25.04.1971 | 1–1 | Carlos Mozó                                                       | David Henry                                              | E. Valparaíso                                         | 12.521        |
| 2º Rueda 1971    | Everton      | S. Wanderers | 19.09.1971 | 3–2 | David Henry, Manuel Ulloa (AG) y Manuel Rojas                     | Alberto Ferrero y Reynaldo Hoffmann                      | E. Valparaíso (Everton local por cierre de Sausalito) | 7.730         |
| 1º Rueda 1972    | S. Wanderers | Everton      | 02.09.1972 | 0–0 |                                                                   |                                                          | E. Valparaíso                                         | 12.461        |
| 2º Rueda 1972    | Everton      | S. Wanderers | 21.12.1972 | 1–1 | Guillermo Martínez                                                | Carlos Vásquez                                           | Sausalito                                             | 5.744         |
| 1º Rueda 1975    | S. Wanderers | Everton      | 15.08.1975 | 2-0 | Fernando Osorio y Javier Santibáñez                               |                                                          | E. Valparaíso                                         | 6.866         |
| 2º Rueda 1975    | Everton      | S. Wanderers | 21.12.1975 | 1–1 | Sergio González                                                   | Fernando Osorio                                          | Sausalito                                             | 12.892        |
| 1º Rueda 1976    | S. Wanderers | Everton      | 20.06.1976 | 1–1 | Francisco Valdés                                                  | José Luis Ceballos                                       | E. Valparaíso                                         | 16.702        |
| 2º Rueda 1976    | Everton      | S. Wanderers | 17.10.1976 | 3–1 | José Luis Ceballos, y Sergio Ahumada (2)                          | Alfredo Quinteros                                        | Sausalito                                             | 16.675        |
| 1º Rueda 1977    | S. Wanderers | Everton      | 17.07.1977 | 3–4 | Alfredo Quinteros (AG),Guillermo Azócar y Fernando Espinoza       | Sergio Ahumada (2),José Luis Ceballos y Jorge Spedaletti | E. Valparaíso                                         | 8.189         |
| 2º Rueda 1977    | Everton      | S. Wanderers | 27.11.1977 | 3–1 | José Luis Ceballos (2) y Jorge Spedaletti                         | Andrés Pérsico                                           | Sausalito                                             | 15.087        |
| 1º Rueda 1979    | S. Wanderers | Everton      | 22.07.1979 | 0–1 |                                                                   | Cáceres                                                  | E. Valparaíso                                         |               |
| 2º Rueda 1979    | Everton      | S. Wanderers | 18.11.1979 | 3–2 | Leonardo Zamora, Sergio González y Guillermo Martínez             | Alfredo Quinteros y Jorge García                         | Sausalito                                             | 20.089        |
| 1º Rueda 1980    | Everton      | S. Wanderers | 18.05.1980 | 2–0 | Leonardo Zamora y José Cruz                                       |                                                          | Sausalito                                             | 16.209        |
| 2º Rueda 1980    | S. Wanderers | Everton      | 14.09.1980 | 1–2 | Patricio González                                                 | Leonardo Zamora y Jorge Puntarelli                       | E. Valparaíso                                         | 11.189        |
| 1º Rueda 1983    | Everton      | S. Wanderers | 03.07.1983 | 1–0 | Leonardo Zamora                                                   |                                                          | Sausalito                                             | 6.691         |
| 2º Rueda 1983    | S. Wanderers | Everton      | 05.02.1984 | 0–0 |                                                                   |                                                          | E. Valparaíso                                         | 9.954         |
| 1º Rueda 1990    | S. Wanderers | Everton      | 16.09.1990 | 0–0 |                                                                   |                                                          | E. Valparaíso                                         | 11.958        |
| 2º Rueda 1990    | Everton      | S. Wanderers | 15.12.1990 | 1–0 | Juan Carlos Segovia                                               |                                                          | Sausalito                                             | 15.450        |
| 1º Rueda 1991    | S. Wanderers | Everton      | 25.08.1991 | 0–0 |                                                                   |                                                          | E. Valparaíso                                         | 7.205         |
| 2º Rueda 1991    | Everton      | S. Wanderers | 01.12.1991 | 4–0 | Juan Carlos Ceballos, Roco, Jaime Baeza y Juan Carlos Guarda      |                                                          | Sausalito                                             | 8.118         |
| 1º Rueda 2000    | Everton      | S. Wanderers | 13.09.2000 | 1–1 | Ariel Pereyra                                                     | Héctor Vega                                              | Sausalito                                             |               |
| 2º Rueda 2000    | S. Wanderers | Everton      | 16.12.2000 | 1–1 | Rodrigo Pérez                                                     | Guglielmotti                                             | E. Valparaíso                                         | 12.437        |
| Apertura 2004    | S. Wanderers | Everton      | 18.04.2004 | 4–0 | Jaime Riveros, Jorge Ormeño, Zúñiga y José Antonio Franco         |                                                          | E. Valparaíso                                         |               |
| Clausura 2004    | Everton      | S. Wanderers | 17.10.2004 | 0–1 |                                                                   | Pérez                                                    | Sausalito                                             |               |
| Apertura 2005    | S. Wanderers | Everton      | 05.02.2005 | 4–1 | Omar Enrique Mallea, José Contreras y Víctor Cancino (2)          | Joel Estay                                               | E. Valparaíso                                         |               |
| Clausura 2005    | Everton      | S. Wanderers | 18.09.2005 | 0–1 |                                                                   | Joel Soto                                                | Sausalito                                             |               |
| Apertura 2006    | Everton      | S. Wanderers | 20.05.2006 | 2–0 | Daniel González y Sebastián Varas                                 |                                                          | Sausalito                                             | 9.277         |
| Clausura 2006    | S. Wanderers | Everton      | 24.09.2006 | 1–1 | José Contreras                                                    | Joel Estay                                               | R. Chiledeportes                                      | 10.810        |
| Apertura 2007    | Everton      | S. Wanderers | 18.03.2007 | 1–1 | Sebastián Roco                                                    | Francisco Sánchez                                        | Sausalito                                             | 16.061        |
| Clausura 2007    | S. Wanderers | Everton      | 16.09.2007 | 2–1 | Juan Silva y Carlos Muñoz                                         | Matias Urbano                                            | R. Chiledeportes                                      | 7.985         |
| 1° Rueda 2010    | S. Wanderers | Everton      | 11.04.2010 | 2–0 | Rodrigo Barra y Carlos Muñoz                                      |                                                          | R. Chiledeportes                                      | 9.504         |
| 2° Rueda 2010    | Everton      | S. Wanderers | 23.10.2010 | 0–2 |                                                                   | R. Gigena y C. Muñoz                                     | Sausalito                                             | 7.813         |
| Transición 2013  | Everton      | S. Wanderers | 27.04.2013 | 3–0 | E. Romero, A. Von-Schwedler y J. Muñoz                            |                                                          | Lucio Fariña                                          | 6.211         |
| Apertura 2013-14 | S. Wanderers | Everton      | 29.09.2013 | 3–0 | S. Pol (2) y O. Opazo                                             |                                                          | Lucio Fariña                                          | 4.751         |
| Clausura 2013-14 | Everton      | S. Wanderers | 02.03.2014 | 2–1 | Matías Donoso y Ángel Rojas                                       | Matías Mier                                              | Santa Laura                                           | 4.690         |
| Apertura 2016-17 | S. Wanderers | Everton      | 15.10.2016 | 0–1 |                                                                   | Rodrigo Echeverría                                       | Elías Figueroa                                        | 10.425        |
| Clausura 2016-17 | Everton      | S. Wanderers | 04.03.2017 | 2–2 | Raúl Becerra (2)                                                  | L. Valenzuela y M. Parra                                 | Sausalito                                             | 6.763         |
| Transición 2017  | S. Wanderers | Everton      | 22.10.2017 | 3–3 | J. Pineda (2) y C. Cortés                                         | Ó. Salinas, J. Cuevas y F. Venegas                       | Elías Figueroa                                        | 10.815        |
| 1° Rueda 2020    | Everton      | S. Wanderers | 10.10.2020 | 2–2 | Juan Cuevas y B. San Juan                                         | N. Canelón y C. Rotondi                                  | Sausalito                                             | No autorizado |
| 2° Rueda 2020    | S. Wanderers | Everton      | 13.12.2020 | 2–1 | S. Ubilla y E. Gutiérrez                                          | Juan Cuevas                                              | Nacional                                              | No autorizado |
| 1° Rueda 2021    | Everton      | S.Wanderers  | 30.05.2021 | 1–0 | C. Menéndez                                                       |                                                          | Sausalito                                             | No autorizado |
| 2° Rueda 2021    | S. Wanderers | Everton      | 16.10.2021 | 2-1 | S. Ubilla y G. Rojas                                              | Álvaro Madrid                                            | Elías Figueroa                                        | 7.332         |

### Liguilla Pre-Sudamericana
| Temporada | Competición               | Ronda    | Fecha      | Estadio           | Local     | Resultado | Visitante | Goles                                                          | Asistencia | Resultado global                   |
| --------- | ------------------------- | -------- | ---------- | ----------------- | --------- | --------- | --------- | -------------------------------------------------------------- | ---------- | ---------------------------------- |
| 2004      | Pre-Sudamericana          | Liguilla | 07.07.2004 | Estadio Sausalito | Everton   | 2 – 5     | Wanderers | H. Suazo (2) (EVE) / Riveros, De Gregorio, Soto x2, Pérez (SW) | 2.500      | 7 – 5 Wanderers acabó clasificando |
| 2004      | Pre-Sudamericana          | Liguilla | 11.07.2004 | ChileDeportes     | Wanderers | 2 – 3     | Everton   | Soto, Riveros (SW) / A. Villalón, N. Diez y H. Suazo (EVE)     | -          | 7 – 5 Wanderers acabó clasificando |
| 2003      | Liguilla Pre-Sudamericana | 1° Fase  | 09.07.2003 | Estadio Sausalito | Everton   | 2 – 0     | Wanderers | A. Escalona y M. Suárez (EVE)                                  | 4.568      | 2 – 0 Everton acabó clasificando   |

### En Primera B/2° División
|           |                  | Wanderers de Valparaíso vs Everton de Viña del Mar | Wanderers de Valparaíso vs Everton de Viña del Mar | Wanderers de Valparaíso vs Everton de Viña del Mar | Wanderers de Valparaíso vs Everton de Viña del Mar | Wanderers de Valparaíso vs Everton de Viña del Mar | Everton de Viña del Mar vs Wanderers de Valparaíso | Everton de Viña del Mar vs Wanderers de Valparaíso | Everton de Viña del Mar vs Wanderers de Valparaíso | Everton de Viña del Mar vs Wanderers de Valparaíso  | Everton de Viña del Mar vs Wanderers de Valparaíso |
| Temporada | División         | Fecha                                              | Estadio                                            | Resultado                                          | Goles                                              | Asistencia                                         | Fecha                                              | Estadio                                            | Resultado                                          | Goles                                               | Asistencia                                         |
| --------- | ---------------- | -------------------------------------------------- | -------------------------------------------------- | -------------------------------------------------- | -------------------------------------------------- | -------------------------------------------------- | -------------------------------------------------- | -------------------------------------------------- | -------------------------------------------------- | --------------------------------------------------- | -------------------------------------------------- |
| 1982      | Segunda División | 18.09.1982                                         | Municipal 'Valparaíso'                             | 1 – 0                                              | Morales                                            | 3.143                                              | 08.01.1983                                         | Sausalito                                          | 2 – 1                                              | Puntarelli, Zamora (EVE) y Fernández(SW)            | 15.341                                             |
| 1999      | Primera B        | 30.05.1999                                         | Playa Ancha                                        | 0 – 1                                              | Ariel G. Amaya                                     | 7.607                                              | 11.04.1999                                         | Sausalito                                          | 2 – 1                                              | A. Pereyra x2(EVE) y R. Navia(SW)                   | 18.987                                             |
| 1999      | Primera B        | 06.06.1999                                         | Playa Ancha                                        | 0 – 1                                              | Rodrigo Riep                                       | 5.374                                              | 19.09.1999                                         | Sausalito                                          | 1 – 4                                              | Fracchia (EVE) y Cabello, Pérez, Héctor Vega x2(SW) |                                                    |

### Copa República
|           |                | Everton de Viña del Mar vs Wanderers de Valparaíso | Everton de Viña del Mar vs Wanderers de Valparaíso | Everton de Viña del Mar vs Wanderers de Valparaíso | Everton de Viña del Mar vs Wanderers de Valparaíso            | Everton de Viña del Mar vs Wanderers de Valparaíso | Wanderers de Valparaíso vs Everton de Viña del Mar | Wanderers de Valparaíso vs Everton de Viña del Mar | Wanderers de Valparaíso vs Everton de Viña del Mar | Wanderers de Valparaíso vs Everton de Viña del Mar | Wanderers de Valparaíso vs Everton de Viña del Mar |
| Temporada | División       | Fecha                                              | Estadio                                            | Resultado                                          | Goles                                                         | Asistencia                                         | Fecha                                              | Estadio                                            | Resultado                                          | Goles                                              | Asistencia                                         |
| --------- | -------------- | -------------------------------------------------- | -------------------------------------------------- | -------------------------------------------------- | ------------------------------------------------------------- | -------------------------------------------------- | -------------------------------------------------- | -------------------------------------------------- | -------------------------------------------------- | -------------------------------------------------- | -------------------------------------------------- |
| 1983      | Copa República | 11.01.1984                                         | Sausalito                                          | 3 – 4                                              | L. Araneda x2 , Díaz (EVE) y Castro x2, Salinas, Garrido (SW) | 7.271                                              | 18.01.1984                                         | Sausalito                                          | 1 – 2                                              | L. Araneda, J. Ashwell(EVE) y Navarro(SW)          | 11.052                                             |

### Campeonato Apertura 2.ªD.[37]
|           |                  | Wanderers de Valparaíso vs Everton de Viña del Mar | Wanderers de Valparaíso vs Everton de Viña del Mar | Wanderers de Valparaíso vs Everton de Viña del Mar | Wanderers de Valparaíso vs Everton de Viña del Mar | Wanderers de Valparaíso vs Everton de Viña del Mar | Everton de Viña del Mar vs Wanderers de Valparaíso | Everton de Viña del Mar vs Wanderers de Valparaíso | Everton de Viña del Mar vs Wanderers de Valparaíso | Everton de Viña del Mar vs Wanderers de Valparaíso | Everton de Viña del Mar vs Wanderers de Valparaíso |
| Temporada | División         | Fecha                                              | Estadio                                            | Resultado                                          | Goles                                              | Asistencia                                         | Fecha                                              | Estadio                                            | Resultado                                          | Goles                                              | Asistencia                                         |
| --------- | ---------------- | -------------------------------------------------- | -------------------------------------------------- | -------------------------------------------------- | -------------------------------------------------- | -------------------------------------------------- | -------------------------------------------------- | -------------------------------------------------- | -------------------------------------------------- | -------------------------------------------------- | -------------------------------------------------- |
| 1982      | C. Apertura 2°ªD | 04.04.1982                                         | Playa Ancha                                        | 0 – 1                                              | L. Araneda                                         | 10.043                                             | 09.05.1982                                         | Sausalito                                          | 2 – 0                                              | L. Araneda y J. Rodríguez                          | 5.940                                              |

### Copa Chile[24]
| 1961      | 21.05.1961 | Wanderers | Everton   | 1–1         | R. Díaz                                       | Rómulo Betta                                      | Playa Ancha      | 6.700  |
| 1961      | 23.05.1961 | Wanderers | Everton   | 2–1         | R. Díaz y Carlos Hoffmann                     | J. Alcaíno                                        | Playa Ancha      | 4.814  |
| 1962      | 1.05.1962  | Wanderers | Everton   | (1)2–2(0)*  | C. Reinoso y R. Díaz                          | Rómulo Betta(2)                                   | Playa Ancha      | 3.000  |
| 1974      | 5.05.1974  | Everton   | Wanderers | 2–0         | R. Rojas                                      |                                                   | Sausalito        |        |
| 1974      | 14.07.1974 | Wanderers | Everton   | (G)1–1(P)** | I. Pérez                                      | R. Rojas                                          | Playa Ancha      | 1.830  |
| 1977      | 12.02.1977 | Wanderers | Everton   | 1–2         | A. Quinteros                                  | P. Gallina y C. Cáceres                           | Sausalito        | 11.165 |
| 1977      | 5.03.1977  | Everton   | Wanderers | 1–0         | C. Cáceres                                    |                                                   | Sausalito        | 7.209  |
| 1979      | 24.02.1979 | Wanderers | Everton   | 1–1         | A. Arancibia                                  | J. A. Spedaletti                                  | Sausalito        | 9.917  |
| 1979      | 17.03.1979 | Everton   | Wanderers | 4–2         | S. González, Chicomito y J. A. Spedaletti (2) | A. Quinteros y E. Cordero                         | Sausalito        | 19.551 |
| 1980      | 27.02.1980 | Everton   | Wanderers | 3–2         | D. Sorace, J. Vásquez y L. Zamora             | J. García y J. Letelier                           | Sausalito        | 7.534  |
| 1980      | 15.03.1980 | Wanderers | Everton   | 5–1         | V. Bórquez (2), J. García y E. Cordero (2)    | Chicomito                                         | Playa Ancha      | 8.210  |
| 1983      | 20.03.1983 | Wanderers | Everton   | 2–0         | M. Galindo y A. Garrido                       |                                                   | Playa Ancha      | 14.332 |
| 1983      | 1.05.1983  | Everton   | Wanderers | 1–1         | J. García                                     | C. Rivas                                          | Sausalito        | 18.178 |
| 1984      | 20.05.1984 | Wanderers | Everton   | 1–0         | Gino Cofré                                    |                                                   | Playa Ancha      | 6.670  |
| 1985      | 3.02.1985  | Everton   | Wanderers | 1–1         | M. Figueroa                                   | Luis Lufi                                         | Sausalito        |        |
| 1985      | 17.03.1985 | Wanderers | Everton   | 1–0         | A. Garrido                                    |                                                   | Playa Ancha      | 1.697  |
| 1988      | 3.04.1988  | Wanderers | Everton   | (4)0–0(3)** |                                               |                                                   | Playa Ancha      | 11.735 |
| 1988      | 22.05.1988 | Everton   | Wanderers | 3–4         | L. Ramírez, O. Damiano y C. Medina            | J. Gutiérrez, M. Baeza, José Pérez y A. Arancibia | Sausalito        | 7.535  |
| 1989      | 23.04.1989 | Everton   | Wanderers | 2–1         | C. Rojas y E. Geoffroy                        | M. Vásquez                                        | Sausalito        | 16.052 |
| 1989      | 11.06.1989 | Wanderers | Everton   | (4)0–0(3)** |                                               |                                                   | Playa Ancha      | 9.269  |
| 1990      | 18.03.1990 | Wanderers | Everton   | 3–2         | M. Latín y M. Vásquez (2)                     | A. Núñez (2)                                      | Playa Ancha      | 9.155  |
| 1990      | 22.04.1990 | Everton   | Wanderers | 1–2         | D. Olivares (AG)                              | A. Sepúlveda y J. Pérez                           | Sausalito        | 8.122  |
| 1991      | 24.03.1991 | Everton   | Wanderers | 3–2         | H. Roco y J. Baeza                            | Wilson Fre                                        | Sausalito        | 10.116 |
| 1991      | 14.04.1991 | Wanderers | Everton   | 3–1         | A. Glaría (2) y Wilson Fre                    | Juan Carlos Guarda                                | Playa Ancha      | 9.641  |
| 1992      | 29.03.1992 | Everton   | Wanderers | 1–1         | P. P. Díaz                                    | Juan Salinas                                      | Sausalito        | 8.554  |
| 1992      | 03.05.1992 | Wanderers | Everton   | 2–4         | J. Halyburton (2)                             | H. Roco, J. González y J. Figueroa (AG)           | Playa Ancha      | 2.823  |
| 1993      | 10.02.1993 | Wanderers | Everton   | 0–2         |                                               | Valdir Pereira (2)                                | Playa Ancha      | 6.454  |
| 1993      | 27.03.1993 | Everton   | Wanderers | 1–2         | Candonga Carreño                              | Juan Salinas y S. Marchant                        | Sausalito        | 5.923  |
| 1994      | 6.03.1994  | Everton   | Wanderers | 1–1         | O. Gómez                                      | Juan Salinas                                      | Sausalito        | 6.726  |
| 1994      | 10.04.1994 | Wanderers | Everton   | 0–1         |                                               | R. Santelices                                     | Playa Ancha      | 4.141  |
| 2009      | 16.06.2009 | Wanderers | Everton   | (5)0–0(4)** |                                               |                                                   | R. Chiledeportes | 10.900 |
| 2011      | 10.07.2011 | Wanderers | Everton   | 0–2         |                                               | J. Barrera y J. L. Muñoz                          | R. Chiledeportes | 5.964  |
| 2011      | 24.07.2011 | Everton   | Wanderers | 0–0         |                                               |                                                   | Sausalito        | 4.135  |
| 2013/2014 | 13.07.2013 | Wanderers | Everton   | 1–2         | M. Donoso                                     | D. Barrios y E. Romero                            | Lucio Fariña     | 5.194  |
| 2013/2014 | 16.07.2013 | Everton   | Wanderers | 2–0         | J. C. Lescano y D. Barrios                    |                                                   | Lucio Fariña     | 5.624  |
| 2015      | 19.07.2015 | Wanderers | Everton   | 1–3         | J. Ormeño                                     | J. Gálvez y F. Saavedra (2)                       | Elías Figueroa   | 4.314  |
| 2015      | 5.08.2015  | Everton   | Wanderers | 1–1         | F. Saavedra                                   | C. Muñoz                                          | Sausalito        | 1.914  |

- (*)Ambos equipos anotaron todos sus penales, Wanderers avanzó por sorteo.
- (**)Se impuso en Penales.

### Campeonato de Apertura
| Apertura 1949 | 10.4.1949 | Wanderers | Everton   | 4–2  | Díaz, Fernández y Coloma                                                | C. Tello y R. Meléndez         | M. Valparaíso | -     |
| Apertura 1949 | 17.4.1949 | Everton   | Wanderers | 1–2  | Carlos Tello                                                            | José Fernández y Benito Arenas | El Tranque    | 4.555 |
| Apertura 1950 | 30.4.1950 | Everton   | Wanderers | 17–0 | E. Cid (5), E. Ponce (4), A. Morales (4), S. Álvarez (3) y J. Uribe (1) |                                | El Tranque    | 3.251 |

### Asociación Porteña de Fútbol[24]
| 1943 | 22.08.1943 (of. 24.08.2022) | Wanderers | Everton | 0-2 |  | J. Vilariño y L. Uribe | E. Las Zorras |

Actualizado el 2 de noviembre de 2022.

## Estadísticas
Para confeccionar esta tabla se toman en cuenta únicamente los partidos oficiales reconocidos por la ANFP, y por tanto, enfrentamientos pertenecientes al profesionalismo. Cuando un partido es definido por penales se otorga el resultado saliente de los 90 minutos (o 120 si hubo prórroga) de juego, más allá del ganador final, y no se agregan a la tabla de goles los tantos convertidos en la definición.
Los resultados correspondientes al amateurismo, es decir, competiciones pertenecientes a la Football Association of Chile serán dispuestos en una tabla ajena al no ser considerados dentro de las estadísticas oficiales.
Con la validación de la Asociación Porteña de Fútbol Profesional por parte de la ANFP y FFCh en 2022, el encuentro disputado entre ambos el año 1943 fue movido en el apartado de Enfrentamientos oficiales.

### Enfrentamientos en el amateurismo (1916-1940)
| Torneo          | PJ | GE | PE | GSW | GolE | GolSW |
| --------------- | -- | -- | -- | --- | ---- | ----- |
| Liga Valparaíso | 10 | 1  | 1  | 8   | 9    | 30    |
| Copa Sporting   | 1  | 1  | 0  | 0   | 4    | 3     |
| Copa Marchesini | 1  | 0  | 0  | 1   | 0    | 3     |
| Total           | 12 | 2  | 1  | 9   | 13   | 36    |

### Enfrentamientos oficiales (1943-Act.)
| Torneo                                     | PJ  | GE | PE | GSW | GolE | GolSW |
| ------------------------------------------ | --- | -- | -- | --- | ---- | ----- |
| Torneo Nacional                            | 83  | 33 | 24 | 26  | 114  | 112   |
| Torneo Nacional de Apertura                | 6   | 2  | 1  | 3   | 6    | 12    |
| Torneo Nacional de Clausura                | 6   | 1  | 2  | 3   | 6    | 8     |
| Torneo de Transición                       | 2   | 1  | 1  | 0   | 6    | 3     |
| Torneo Provincial                          | 6   | 2  | 2  | 2   | 9    | 11    |
| Total Primera División                     | 103 | 39 | 30 | 34  | 141  | 146   |
| Copa Chile                                 | 37  | 14 | 13 | 10  | 53   | 47    |
| Copa República                             | 2   | 1  | 0  | 1   | 5    | 5     |
| Campeonato de Apertura                     | 3   | 1  | 0  | 2   | 20   | 6     |
| Campeonato de Apertura de Segunda División | 2   | 2  | 0  | 0   | 3    | 0     |
| Total Copas Nacionales                     | 44  | 18 | 13 | 13  | 81   | 58    |
| Liguilla Pre-Sudamericana                  | 3   | 2  | 0  | 1   | 7    | 7     |
| Primera B/Segunda División                 | 6   | 4  | 0  | 2   | 7    | 7     |
| Asociación Porteña                         | 1   | 1  | 0  | 0   | 2    | 0     |
| Total Otras Competiciones                  | 10  | 7  | 0  | 3   | 16   | 14    |
| Total Profesionalismo                      | 157 | 64 | 43 | 50  | 238  | 218   |

Actualizado el 3 de septiembre de 2022.

## Historial de finales disputadas entre ambos equipos
| Sección Cadetes 1946¹ | 1946     | Everton | Wanderers | 3-1        | -                 | - | -                     |
| Copa Torino²          | 3.6.1950 | Everton | Wanderers | 3-1        | René Meléndez (2) | - | Estadio de Valparaíso |
| Apertura 2016¹        | 2.7.2016 | Everton | Wanderers | (3)0-0(0)* |                   |   | La Pintana            |

- (*)Se impuso en Penales.
- (¹) Fútbol formativo.
- (²) Torneo amistoso.

Actualizado el 21 de junio de 2024.

## Tabla comparativa entre los equipos
Solo se consideran estadísticas en el profesionalismo.
*Actualizado hasta enero de 2025
|                                                                                                   | Everton de Viña del Mar        | Santiago Wanderers              |
| ------------------------------------------------------------------------------------------------- | ------------------------------ | ------------------------------- |
| Nombre del club en su fundación                                                                   | Everton Football Club          | Santiago Wanderers              |
| Fecha de la fundación del club                                                                    | 24 de junio de 1909 (116 años) | 15 de agosto de 1892 (133 años) |
| Victorias en finales de campeonatos de ANFP                                                       | 1                              | 0                               |
| Victorias en el profesionalismo                                                                   | 64                             | 50                              |
| Temporadas en Primera División en el profesionalismo de ANFP                                      | 69 de 79                       | 62 de 79                        |
| Clasificación histórica en Primera División                                                       | 7° posición                    | 9º posición                     |
| Descensos de categoría a Primera B                                                                | 6                              | 8                               |
| Temporadas disputadas en Primera B                                                                | 14                             | 21                              |
| Participaciones internacionales                                                                   | 7                              | 6                               |
| Títulos de Primera División en el profesionalismo de ANFP (1944-presente)                         | 4                              | 3                               |
| Títulos de Segunda División en el profesionalismo de ANFP (1952-presente)                         | 1                              | 3                               |
| Títulos de Copa Chile en el profesionalismo de ANFP (1958-presente)                               | 1                              | 3                               |
| Títulos de Campeonato de Apertura de la Segunda División en el profesionalismo de ACF (1969-1990) | 1                              | 0                               |
| Títulos de Campeonatos de la Primera B en el profesionalismo de ANFP (2008-2014)                  | 1                              | 0                               |
| Títulos de la Asociación Porteña de Futbol Profesional (1940-1944)                                | 0                              | 2                               |
| Títulos de la Asociación Profesional de Fútbol de Viña del Mar (1943-1945)                        | 1                              | 0                               |
| Goleadores en Primera División                                                                    | 3                              | 2                               |
| Goleadores en Copa Chile                                                                          | 2                              | 1                               |
| Goleadores en Copa de la República                                                                | 1                              | 0                               |
| Goleadores en Copa Libertadores                                                                   | 0                              | 1                               |
| Total de títulos profesionales                                                                    | 9                              | 11                              |

## Estadios
| Estadio                | PJ  | GEV | E  | GSW | GolEV | GolSW | Años      |
| ---------------------- | --- | --- | -- | --- | ----- | ----- | --------- |
| Estadio Sausalito      | 49  | 21  | 15 | 13  | 79    | 59    | 1944-Act. |
| Estadio Elías Figueroa | 50  | 16  | 15 | 19  | 57    | 81    | 1944-Act. |
| Estadio Lucio Fariña   | 2   | 1   | 0  | 1   | 3     | 3     | 2013      |
| Estadio Santa Laura    | 1   | 1   | 0  | 0   | 2     | 1     | 2014      |
| Estadio Nacional       | 1   | 0   | 0  | 1   | 1     | 2     | 2020      |
| Total Primera División | 103 | 39  | 30 | 34  | 142   | 146   | 1944-Act. |

### Según localía
| Equipo local            | PJ  | GEV | E  | GSW | Dif |
| ----------------------- | --- | --- | -- | --- | --- |
| Everton de Viña del Mar | 51  | 23  | 15 | 13  | +10 |
| Santiago Wanderers      | 52  | 16  | 15 | 21  | +5  |
| Total                   | 103 | 39  | 30 | 34  | 5   |

## Mayores asistencias
| Torneo         | Instancia               | Fecha      | Resultado  | Estadio             | Público |
| -------------- | ----------------------- | ---------- | ---------- | ------------------- | ------- |
| Primera 1968   | Liguilla Título F/1.    | 1/09/1968  | EVE 2-1 SW | Estadio Sausalito   | 22.282  |
| Primera B 1999 | Zona Norte F/7.         | 11/04/1999 | EVE 2-1 SW | Estadio Sausalito   | 21.683  |
| Primera 1968   | Torneo Provincial F/12. | 07/07/1968 | EVE 1-1 SW | Estadio Sausalito   | 20.342  |
| Primera 1952   | Fase Regular F/21.      | 02/11/1952 | SW 1-2 EVE | Estadio Playa Ancha | 19.527  |
| Primera 1946   | Fase Regular F/11.      | 07/07/1946 | SW 2-0 EVE | Estadio Playa Ancha | 19.447  |
| Primera 1948   | Fase Regular F/13.      | 08/08/1948 | SW 3-1 EVE | Estadio Playa Ancha | 19.292  |
| Primera 1963   | Fase Regular F/5.       | 09/06/1963 | EVE 0-1 SW | Estadio Sausalito   | 19.023  |
| Primera 1952   | Fase Regular F/10.      | 03/08/1952 | EVE 5-2 SW | Estadio El Tranque  | 18.829  |
| Primera 1953   | Fase Regular F/12.      | 30/08/1953 | SW 0-2 EVE | Estadio Playa Ancha | 17.642  |
| Primera 1964   | Fase Regular F/5.       | 17/05/1964 | SW 1-1 EVE | Estadio Playa Ancha | 17.217  |

.

## Mayores Goleadas

### Everton de Viña del Mar
| Año  | Resultado                 | Motivo             |
| ---- | ------------------------- | ------------------ |
| 1945 | Everton 4-1 S. Wanderers  | Nacional           |
| 1948 | Everton 4-1 S. Wanderers  | Nacional           |
| 1950 | Everton 17-0 S. Wanderers | Copa Carlos Varela |
| 1952 | Everton 5-2 S. Wanderers  | Nacional           |
| 1970 | S. Wanderers 1-4 Everton  | Nacional           |
| 1991 | Everton 4-0 S. Wanderers  | Nacional           |

### Santiago Wanderers
| Año  | Resultado                | Motivo            |
| ---- | ------------------------ | ----------------- |
| 1949 | S. Wanderers 7-0 Everton | Nacional          |
| 1968 | S. Wanderers 4-0 Everton | Torneo provincial |
| 1969 | S. Wanderers 4-0 Everton | Nacional          |
| 1980 | S. Wanderers 5-1 Everton | Copa Chile        |
| 1999 | Everton 1-4 S. Wanderers | Primera B         |
| 2004 | S. Wanderers 4-0 Everton | Nacional-Apertura |
| 2004 | Everton 2-5 S. Wanderers | Pre-Sudamericana  |
| 2005 | S. Wanderers 4-1 Everton | Nacional-Apertura |

## Estadísticas Individuales
| Futbolista      | Club      | Número de goles |
| --------------- | --------- | --------------- |
| Daniel Escudero | Everton   | 8               |
| René Meléndez   | Everton   | 7               |
| David Henry     | Everton   | 6               |
| Juan Álvarez    | Wanderers | 6               |
| Eugenio Méndez  | Wanderers | 6               |

| Futbolista         | Club                  | Número de partidos |
| ------------------ | --------------------- | ------------------ |
| Manuel Rojas       | Everton               | 23                 |
| Guillermo Martínez | Everton               | 22                 |
| Daniel Sánchez     | Everton               | 21                 |
| Eduardo Herrera    | Wanderers             | 20                 |
| Eugenio Méndez     | Wanderers             | 20                 |
| Carlos Espinoza    | Everton (16) y SW (3) | 19                 |

### Otros datos estadísticos
| Futbolistas que han jugado por los dos equipos |
| --- |
| A - Francisco Alarcón - Marcelo Álvarez - Gustavo Aragolaza - Edgardo Arasa - Raúl Aravena - Domingo Arévalos - Guillermo Arriagada - Moisés Ávila B - Jaime Bahamondes - Hugo Bascuñán - Jorge Berrio - Roberto Bonanno - Víctor Bórquez - Luis Bustos C - Raúl Calderón - Eric Candia - Iván Cañete - Frank Carilao - Wilson Castillo - Hernán Castro - Juan Carlos Ceballos - Enrique Clavero - Eduardo Gino Cofré - Reinaldo Coloma - César Cortés D - Gustavo de Luca - Pedro Pablo Díaz - Matías Donoso E - Mauricio Escobar - Antonio Escudero - Carlos Espinoza F - Cristián Flores G - Mario Galindo - Renato Garay - Jorge García - Juan García - Martín García - Renato Garrido - Fernando Guajardo - Juan Carlos Guarda - Luis Guarda - Roberto Gutiérrez H - Juan Hallyburton - Francisco Hörmann J - Héctor Jiménez L - Óscar Ledesma - Álex León - Eduardo Lobos - Jorge López M - Fernando Martel - Guillermo Martínez - Javier Mascaró - Rubén Morales - José Luis Muñoz N - Rodrigo Naranjo - Alfredo Núñez - Claudio Núñez - Mauricio Núñez O - Cristián Ochoa - Luis Olivares - José Orellana - Marco Órdenes - Danilo Ormeño P - Julio Parattore - José Pastene - Ariel Pereyra - Federico Pérez - Jorge Pérez - José Pérez - Germán Pino - Lorenzo Pizarro - Santiago Pizarro - Marco Sebastián Pol - Guillermo Pulgar - Jorge Puntarelli - Javier Parraguez R - Leonardo Ramírez - Jaime Riveros - Sebastián Roco - Adolfo Rodríguez - Francisco Rodríguez - Julio Rodríguez - Marcos Rodríguez - Carlos Rojas - Juan Rojas - Manuel Rojas - Máximo Rolón S - John Salas - Mario Salas - Claudio Salinas - Juan Salinas - Mario Salinas - Raúl Sánchez - Arturo Sanhueza - Álex Santelices - Rolando Santelices - Héctor Santibáñez - Antonio Sepúlveda - Jaime Silva T - Humberto Tapia - Kevin Tobar - Patricio Toledo - Carlos Toro - Elton Troncoso V - César Valenzuela - Carlos Vásquez - Héctor Vega - Guillermo Velasco - Marcos Velásquez - Jorge Vélez - Carlos Verdejo W - Ricardo Werlinger Y - Cristián Yagnam Z - Leonardo Zamora - Jaime Zapata - Erasmo Zúñiga |

| Entrenadores que han dirigido los dos equipos |
| --- |
| A - Jorge Aravena B - Salvador Biondi C - Ricardo Contreras G - Jorge Garcés - Martín García M - Pedro Morales P - José Pérez R - Víctor Rivero - Adolfo Rodríguez S - Luis Santibáñez - Jorge Luis Siviero - Jorge Socías - Domingo Sorace - Carlos Sponeck T - Armando Tobar V - Leonardo Véliz |